# Seznam osebnosti iz Občine Videm
Seznam osebnosti iz Občine Videm (pri Ptuju) vsebuje osebnosti, ki so se tu rodile, delovale ali umrle.

## Duhovstvo
- Pankracij Gregorc, župnik, pesnik, pisatelj (1867, Videm pri Ptuju – 1920, Slovenske Konjice)
- Martin Kmetec, duhovnik, minorit, nadškof (Lancova vas)
- Miha Drevenšek, minorit, misijonar (1946, Pobrežje – 2011, Ndola-Kansenshi, Zambija)
- Anton Vogrinec, teolog, duhovnik (1879, Zgornja Pristava – 1947, Libeliče)

## Gospodarstvo in politika
- Friderik Bračič, avtoelektričar, podjetnik, župan  (1944, Zgornji Leskovec)
- Stanislav Lepej, družbenopolitični delavec  (1942, Zgornja Pristava)

## Umetnost in kultura
- France Forstnerič, pesnik, pisatelj, novinar (1933, Pobrežje pri Ptuju – 2007, Maribor)
- Jože Krivec, pesnik, pisatelj, urednik, kritik (1933, Pobrežje pri Ptuju – 2007, Maribor)
- Lojze Kirbiš, ljubiteljski slikar (1919, Majski vrh – 2005, Ptuj)
- Dušan Kirbiš, akademski slikar (1953, Majski vrh)
- Anton Sedlašek, kulturni delavec (1928, Majski vrh – 2011, Ptuj)
- Maks Vaupotič, zborovodja (1917, Lancova vas – 2017, Dravinjski vrh)
- Marija Černila, ljubiteljska režiserka (1943, Ptuj – 2014, Videm pri Ptuju)

## Znanost in humanistika
- Ivanka Brglez, veterinarka, mikrobiologinja, imunologinja, urednica (1929, Videm pri Ptuju)
- Janez Brglez, veterinar, profesor parazitologije (1927, Videm pri Ptuju – 2011, Ljubljana)
- Jože Krivec, pesnik, pisatelj, urednik, kritik (1933, Pobrežje pri Ptuju – 2007, Maribor)
- Janek Musek, psiholog (1945, Dravinjski vrh)
- Jožef Skrbinšek, jezikoslovec, prevajalec (1878, Sela – 1938, Praga)

## Osebe od drugod
- France Planteu, profesor, bibliotekar, pisatelj (1937, Maribor)
- Suzana Lep Šimenko, ekonomistka, političarka, poslanka  (1942, Maribor)